# Sun d’Or International Airlines
Sun d’Or International Airlines (hebräisch סאן דור) ist eine israelische Charterfluggesellschaft mit Sitz in Tel Aviv und ein hundertprozentiges Tochterunternehmen der El Al.

## Geschichte

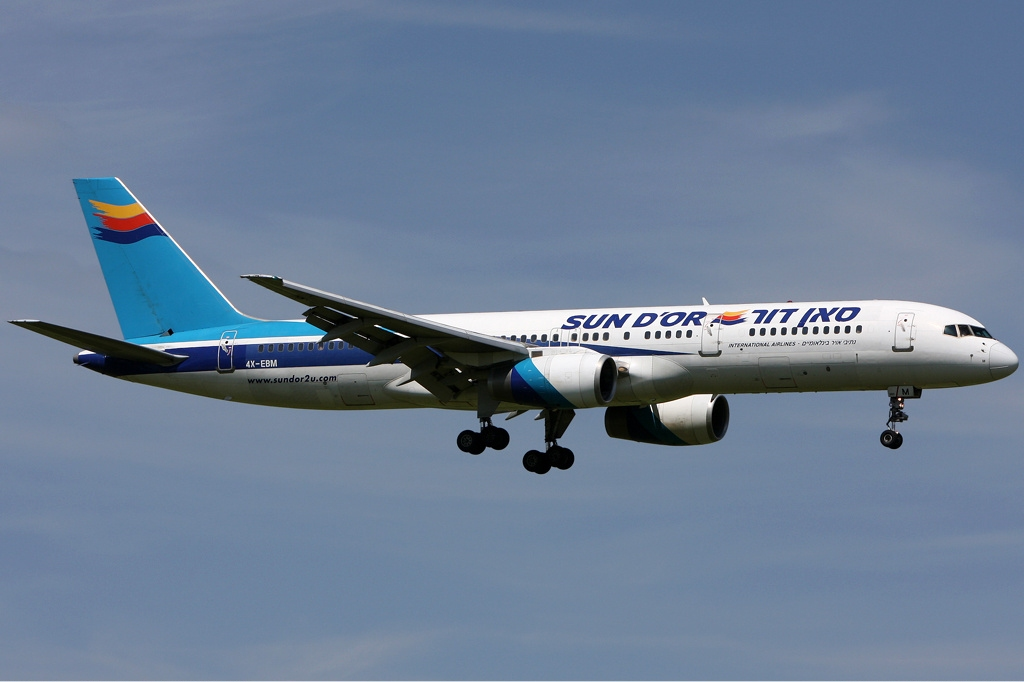
Boeing 757-200 der Sun d’Or

Sun d’Or International Airlines wurde am 1. Oktober 1977 unter dem Namen El Al Charter Services als Tochtergesellschaft der El Al gegründet, die sich damals noch im Staatsbesitz befand. Im Jahr 1981 wurde die Fluggesellschaft in Sun d’Or umbenannt, erst der CEO Uriel Yashiv fügte dann den Namen International hinzu.
Im Jahr 2005 wurde die El Al und somit auch Sun d’Or privatisiert.
Die israelische Luftfahrtbehörde entzog Sun d’Or im März 2011 das Luftverkehrsbetreiberzeugnis zum 1. April 2011 mit der Begründung, dass die Gesellschaft internationale Standards bezüglich ihrer Struktur und ihres Betriebs nicht beachte. Dies sei bereits zuvor bemängelt, jedoch nicht geändert worden. Das Unternehmen stellte zeitgleich ihre vier Boeing 757-200 außer Dienst. Im Anschluss wurden die Flüge im Codesharing mit El Al weitergeführt. Seit 2013 führt Sun d’Or mit geleasten Boeing 737-800 auch wieder Charterflüge unter eigenem Namen durch.
Nachdem El Al im Mai 2015 schon einmal Israir übernehmen wollte, wurde im Juli 2017 der Zusammenschluss von Israir und Sun d’Or bekannt gegeben. Der bisherige Eigentümer von Israir, die Reisegruppe IDB Tourism, soll 24 Millionen Dollar und 25 Prozent der d’Or bekommen. Die Bewilligung der Behörden sowie das Einverständnis der Israir Piloten ist noch ausstehend.

## Flugziele
Vom Flughafen Ben Gurion bei Tel Aviv-Jaffa bietet Sun d’Or eigene Charterdienste sowie Codeshare-Flüge mit El Al hauptsächlich nach Europa an. Im deutschsprachigen Raum wird derzeit (Stand Oktober 2019) nur Salzburg angeflogen. Zuvor wurden unter anderem auch Verbindungen nach Frankfurt, Stuttgart, Graz, München, Wien und Zürich bedient.

## Flotte
Mit Stand Juni 2022 besteht die Flotte der Sun d’Or aus einem Flugzeug mit einem Alter von 22,4 Jahren:
| Flugzeugtyp    | Anzahl | bestellt | Anmerkungen               | Sitzplätze (Business/Eco+/Eco) |
| -------------- | ------ | -------- | ------------------------- | ------------------------------ |
| Boeing 737-800 | 1      |          | mit Winglets ausgestattet | 189 (-/189) 185 (2/183)        |
| gesamt         | 1      |          |                           |                                |

## Trivia
- Im Gegensatz zur Muttergesellschaft El Al flog Sun d’Or auch während der Sabbatruhe.